# Friedrich Philipp Schmidt
Friedrich Philipp Schmidt (* 1. August 1844 in Neunkirchen (Saar); † 28. Juni 1903 ebenda) war ein deutscher Brauereibesitzer und Stifter.

## Leben
Friedrich Philipp Schmidt wurde als Sohn des Landwirts und Brauereibesitzers Christian Jacob Schmidt und dessen Ehefrau Karoline Luise Klein geboren. Nach seiner Schulausbildung begann er mit der Arbeit im väterlichen Brauereibetrieb. 1865 wurde die Brauerei, die in unmittelbarer Nähe zum Schloss Jägersberg lag und den Namen Schlossbrauerei Neunkirchen führte, in „Schlossbrauerei von Friedrich Schmidt“ umbenannt. Zehn Jahre später übernahm er das Unternehmen von seinem Vater.
Friedrich war ein sehr erfolgreicher Brauer und gewann in den Jahren von 1882 bis 1889 mehrere Auszeichnungen bei nationalen Brauerei-Wettbewerben. 
Er war auch ein erfolgreicher Geschäftsmann, denn er kaufte die ortsansässigen Brauereien Schuler und Jochum. 1885 folgte nochmals eine Betriebserweiterung.
Das Unternehmen wurde am 20. Juni 1891 in eine Aktiengesellschaft mit Familienbeteiligung umgewandelt mit einem Geschäftskapital von 1,1 Millionen Reichsmark.
In den Jahren von 1893 bis 1895 expandierte der Betrieb. Es wurde eigens ein Wasserturm für die Brauereianlagen errichtet. 
Friedrich war verheiratet mit Magdalena Schmidt. Aus der Ehe gingen acht Kinder, darunter die Söhne Friedrich (1873–1907) und Otto Christian (1885–1944) hervor. Dieser führte das Unternehmen als Nachfolger, und von 1938 an in Personalunion auch die Donnerbräu Aktiengesellschaft in Saarlouis. Im Ersten Weltkrieg erlangte Otto Christian als Jagdpilot der Luftstreitkräfte 20 Luftsiege und beendete den Krieg als Oberleutnant. Als Major der Reserve und Kommandeur einer Flak-Abteilung verstarb er 1944 während den Luftangriffen auf Stuttgart.

## Sonstiges
1895 stiftete Schmidt ein Grundstück für die Errichtung eines Evangelischen Krankenhauses, das 1900 als Magdalenenkrankenhaus (Name seiner Ehefrau) eröffnet wurde.